# Обществено здравеопазване
Общественото здравеопазване е „науката и изкуството на предотвратяването на заболявания, продължаване на живота и поддържането на здравето чрез организираните усилия и информирани избори на обществото, организациите, обществеността, както и в частен план, на общностите и индивидите“ (1920, Ч.Е.Е. Уинслоу).
Това е област, която се занимава със заплахите за здравето, разкривани чрез анализ на здравето на населението. Тук терминът население може да е общност от няколко души, жителите на държава или дори на континенти.
Измеренията на здравето могат да обхващат „състояние на пълно физическо, умствено и социално добруване, а не само и единствено липсата на заболявания или слабости във физически и друг аспект“, както е дефинирано от Световната здравна организация на Обединените нации.
Общественото здравеопазване включва интердисциплинарните подходи на епидемиологията, биостатистиката и грижата за здравето. Здраве на околната среда, здраве на общността, поведенческо здраве и безопасност на труда са други съществени подполета.